# Bernard Cadène
Pour les articles homonymes, voir Cadène.
Bernard Cadène, né le 9 septembre 1942 à Albi (Tarn), est un peintre, sculpteur, affichiste et publicitaire français. Sa famille est d’origine aveyronnaise. Il vit à Cugnaux (Haute-Garonne) à côté de Toulouse.

## Biographie

### Jeunesse
Bernard Cadène est le petit-fils d’un chef de musique des mines de charbon de Decazeville, petite ville de 6 800 habitants de l’Aveyron, où se tient depuis 2002 le Festival Mines de Jazz. Il est le fils d’un père accordéoniste et d’une mère professeur de collège en arts ménagers.
Il fait ses études secondaires au collège et lycée Rascol à Albi et vit entre Albi et Decazeville, et plus tard à Toulouse. Ses parents veulent faire de lui un comptable mais déjà inspiré par la tradition familiale, il se passionne pour la musique et de manière plus personnelle, à la peinture. Ainsi, il étudie le violon pendant douze ans puis la contrebasse, et en 1961, il rejoint les Beaux-Arts de Toulouse. Le jour il étudie, la nuit il est musicien dans divers orchestres. Cette passion du jazz l’amènera à co-créer, en 2003, les Rencontres du saxophone devenues le festival Jazz en Comminges (ancienne province de la France méridionale). En 1967, il obtient son diplôme supérieur de dessin à Toulouse.

### Le publicitaire et l'affichiste

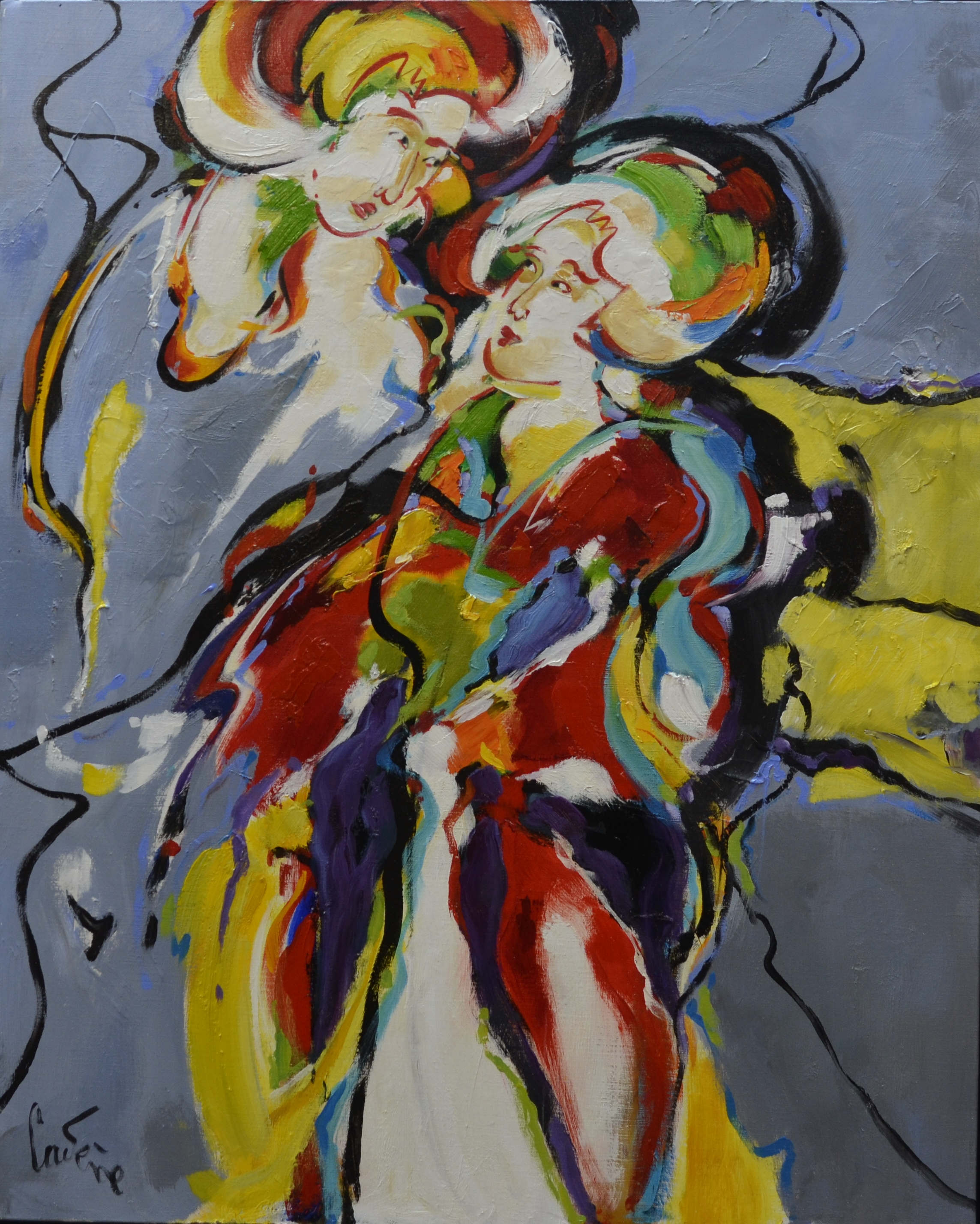
Complicité nippone.

En 1967, Bernard Cadène se lance la création publicitaire. L'année suivante, il crée l'agence publicitaire PBC (Publicité Bernard Cadène). Il réalise des campagnes d’affichage comme celle pour la marque de sanitaire Anconetti (1972) qui réunit dans la même baignoire Jacques Chirac, Georges Marchais et Pierre Mauroy avec ce slogan « Salles de bains pour tous ». À la fin des années 1970, Bernard Cadène se remet à la peinture. En 1986, il se diversifie en créant la société de production audiovisuelle Imako (devenue Master Films) spécialisée dans les films publicitaires. Il en réalisera plus de 300 pour Pierre Fabre, Raynal et Roquelaure, Klorane, Bosch, Lapeyre, les Pastilles Drill…
Au début de l'année 1995, il se consacre à temps plein à la peinture et ne quitte plus son atelier,. La foire de Toulouse de 2013 le choisit pour la création de son affiche « moderne et nouvelle » sur le thème du Japon. Ses talents l'associent au chef étoilé Michel Sarran en 2009 pour la création à deux mains d'un livre de recettes gastronomiques illustrées : Toques et toiles. C'est ce même chef médiatique qui préface cinq ans plus tard, la monographie consacrée à Bernard Cadène en 2014.
Au cours de sa carrière, il reçoit plusieurs prix : 18 Premiers Prix de dessin, et le Grand Prix du Concours Lefranc (1967). Ses œuvres font l'objet de plusieurs expositions dans des villes de France et à l'étranger. Bernard Cadène est aussi membre de l’Académie d’Occitanie des Arts, Lettres, Sciences et Traditions populaires.

## Œuvres et inspiration
Les maîtres de Cadène sont, entre autres, Picasso, Le Greco, Bacon, Soulages. Bernard Cadène commence par peindre dans les noirs et les gris en 1970, qui figureront toujours dans sa palette, avant de travailler la couleur en 1995, qui explose dans ses œuvres. D'ailleurs, il reconnaît être un coloriste.
Bernard Cadène surnomme son art « la barbouille » et se décrit aussi comme « un compositeur de musique entendant l’orchestre dans sa tête ». Il précise : « Ma peinture a un côté brut, rugueux, j’aime les épaisseurs, je ne fais pas dans la délicatesse ». Il se définit en outre comme un peintre de l’imaginaire, bien que ses sujets de prédilection soient empruntés à la vraie vie : les femmes, les paysages, les natures mortes, des scènes de vie au quotidien. Toute son œuvre est travaillée par le changement, le mouvement et la nouveauté,. Ainsi, ses voyages en Haïti, en Afrique, à la Réunion, à l’Ile Maurice, au Portugal, à Saint-Domingue, en Italie… ont été de fortes sources d’inspiration.
À Cugnaux, il réalise une sculpture de sept mètres de haut intitulée L'arbre en ciel,.

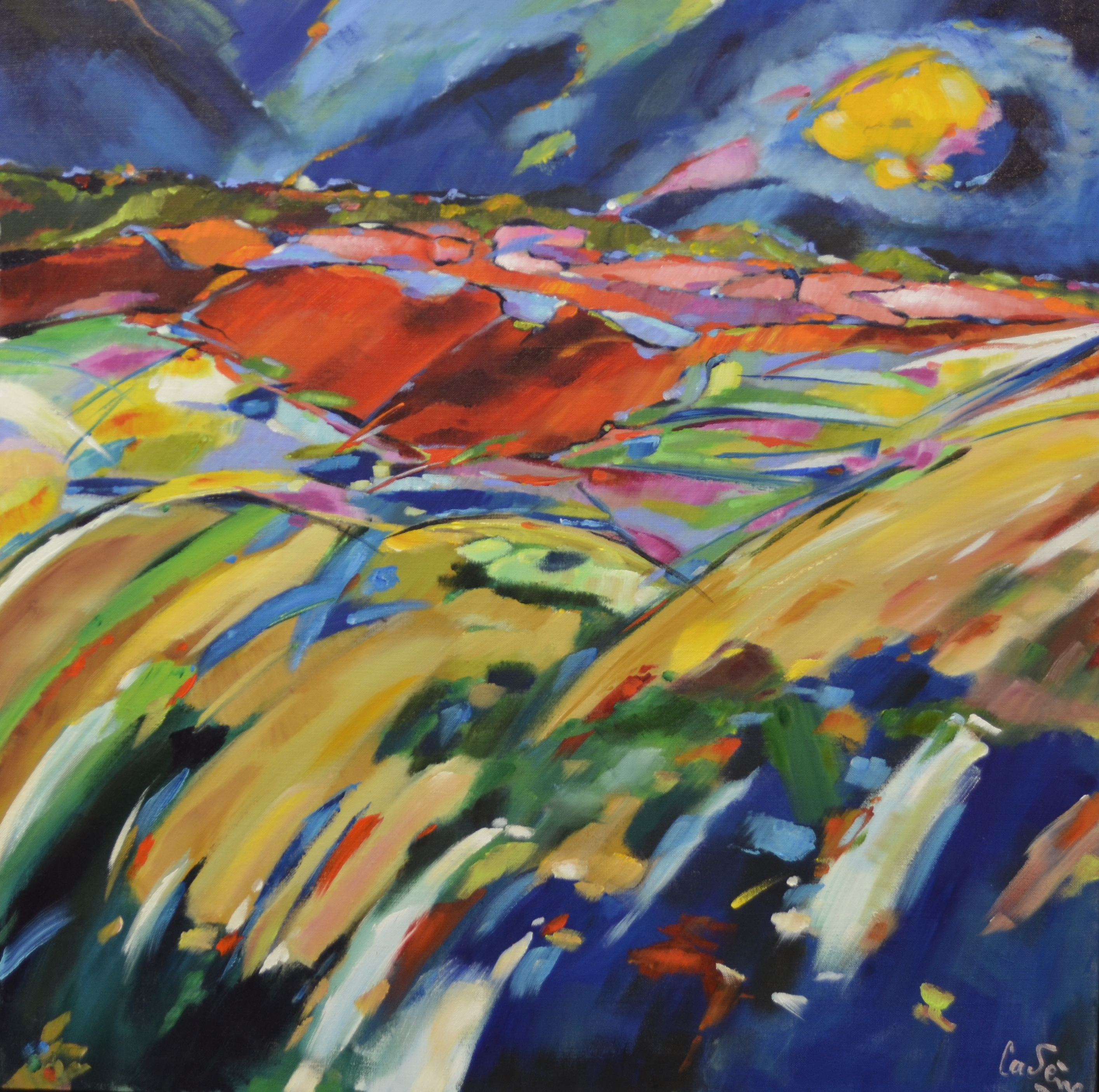
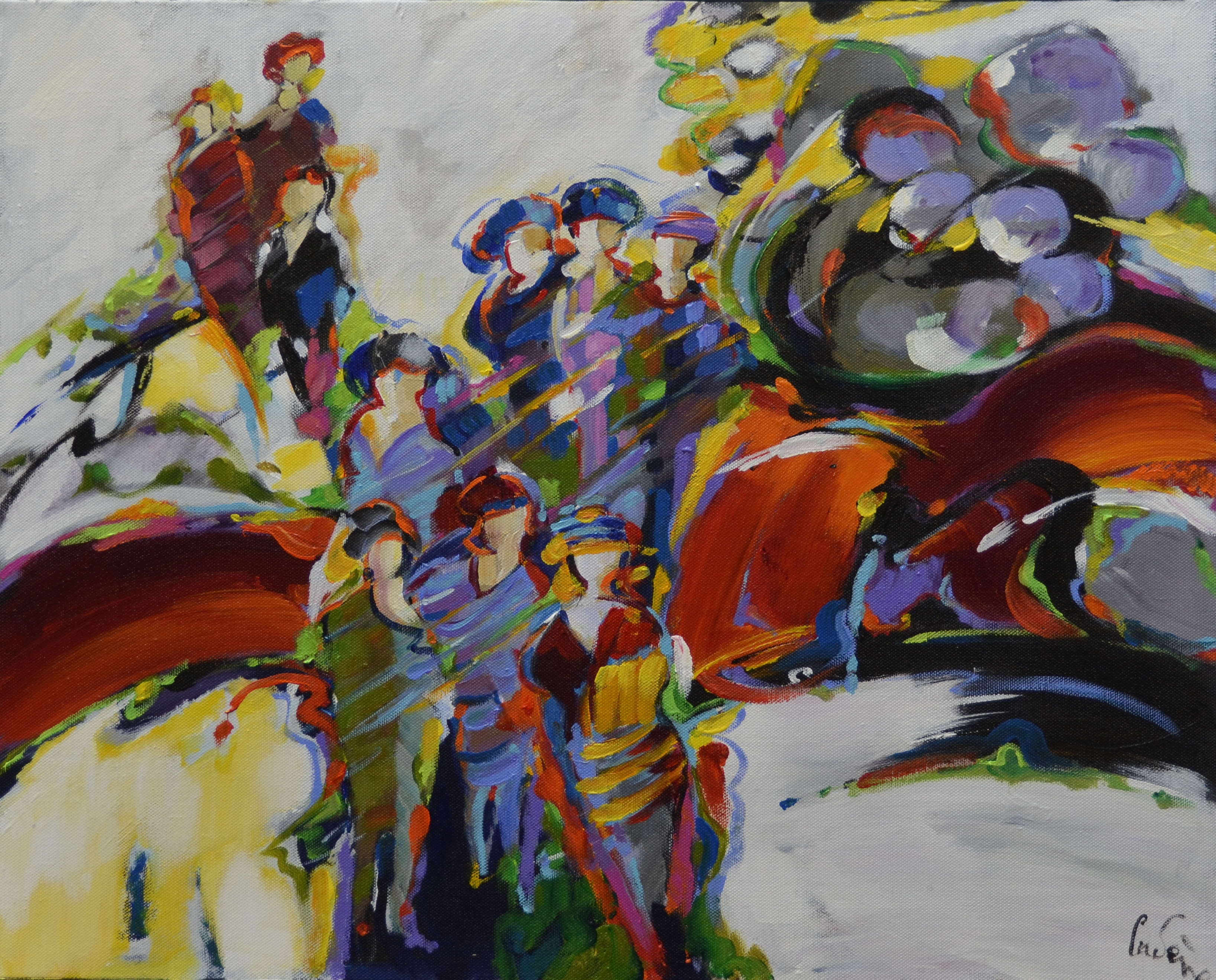
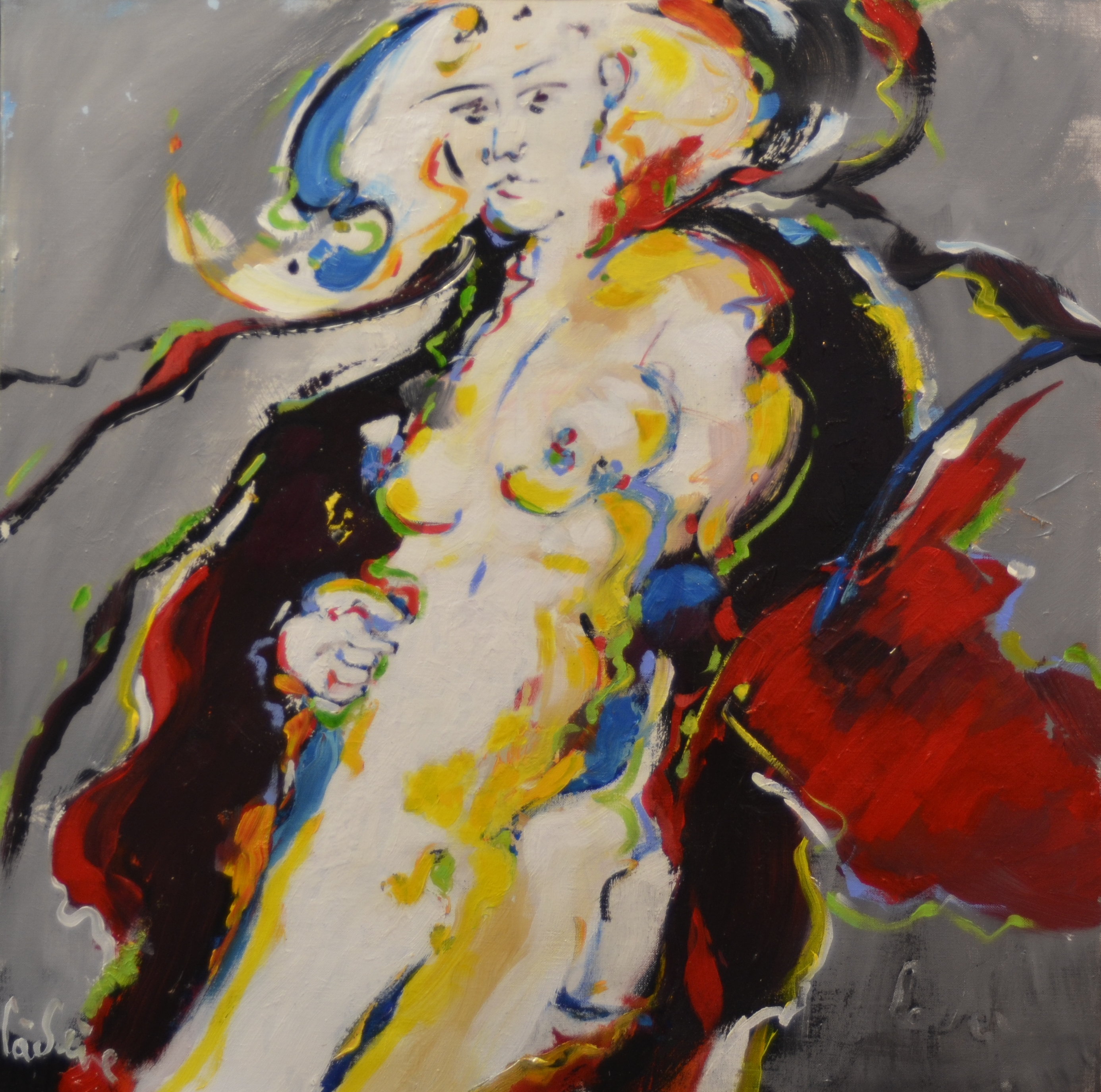
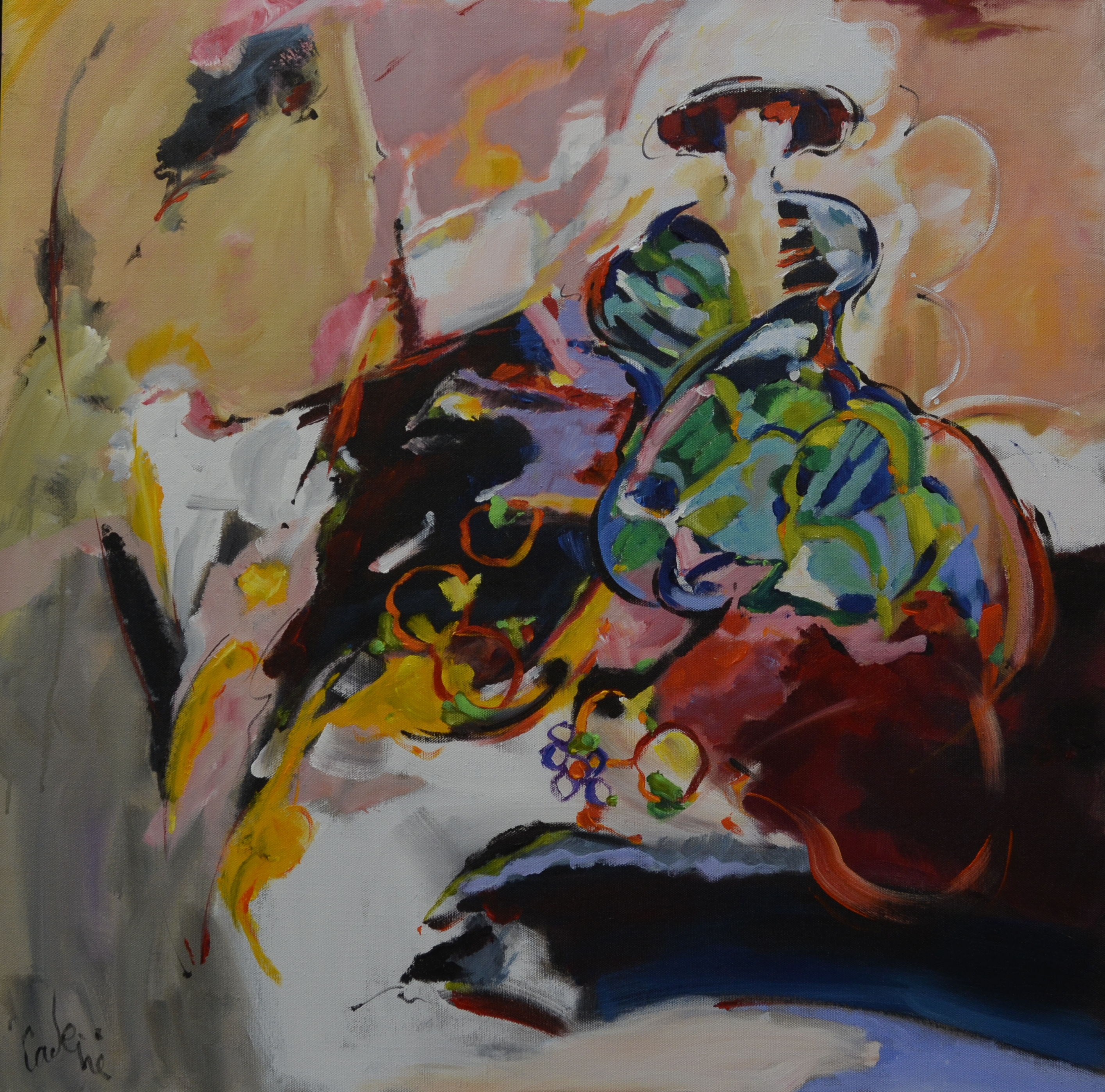

En 2020, les éditions Nathan technique publient une double page dans l'un de leurs manuels scolaires sur le processus de création de l'artiste, assortie de croquis et peinture.

## Expositions et galeries
- 1987 : Albi Le Forum[15]
- 2005 : Pari, Alexandre Leadouze[15]
- 2008 : Paris, galerie Vendôme[15]
- 2017 : Toulouse galerie Alain Daudet[16]
- 133 expositions personnelles (en France, Italie, Suisse, États-Unis, Japon)
- 60 expositions collectives
- 21 pays bénéficient de ses œuvres dans des collections privées et institutionnelles
- 12 galeries en France et à l’étranger
- Bernard Cadène référencé sur Akoun.com[17] site du Best-Seller International des livres de cotes dans le domaine de l'art
- Bernard Cadène référencé sur Artmajeur[18]

## Récompenses
Bernard Cadène obtient dix-huit prix de dessin et de peinture.

## Publications
- Festins croisés, avec Claude Llabrès, éditions Odyssées (1999)
- Au jour le jour , Tourisme Medias Editions (2005)
- Toques et Toiles, en partenariat avec Michel Sarran, éditions Milan (2009)
- L’Épicerie du peintre, Pierre Monié et Nathalie Canevet, éditions Privat (2014)

### Revue
- L'Œil, 2010, extrait en ligne